# Українсько-йорданські відносини
Українсько-йорданські відносини — історичні та поточні двосторонні відносини між Україною та Йорданією.
Обидві держави ведуть жваве двостороннє співробітництво, взаємодіють у рамках міжнародних організаціях і вживають заходів щодо розвитку політичного діалогу.

## Історія двосторонніх відносин
28 грудня 1991 року Йорданське Хашимітське Королівство визнало незалежність України. Дипломатичні відносини між двома країнами були встановлені 19 квітня 1992 р. шляхом обміну дипломатичними нотами.
У січні 2002 в Йорданії розпочало свою роботу Консульство України в Аммані, яке у лютому 2003 р. було перетворене на Посольство України в Йорданії.
Інтереси Йорданії в Україні з 1997 року представляє, за сумісництвом, Посол Йорданії в Російській Федерації. У тому ж році в Києві почав працювати відділ Посольства Йорданії в Росії, який опікується питаннями культури. У грудні 2000 р. розпочало свою діяльність Почесне консульство Йорданії в Києві.
Протягом всього часу існування дипломатичних відносин між Україною та Йорданією сторонами було забезпечено проведення понад 60 двосторонніх візитів різного рівня, серед яких переважну більшість становили офіційні та робочі візити українських делегацій до Йорданії.
Істотного імпульсу розбудові двостороннього співробітництва в різних сферах надав перший в історії українсько-йорданських відносин офіційний візит Президента України Л. Д. Кучми до Йорданії, який відбувся у квітні 2002 р.
У травні 2005 р. відбувся візит до Йорданії делегації України на чолі з першим віцепрем'єр-міністром А. К. Кінахом. Цей візит української делегації мав особливе значення для поглиблення двостороннього діалогу між Україною та Йорданією, адже крім участі у роботі ряду засідань Всесвітнього економічного форуму на Мертвому морі, присвячених найбільш актуальним глобальним та регіональним проблемам, глава української делегації провів низку важливих двосторонніх зустрічей з йорданськими високопосадовцями, зокрема з Прем’єр-міністром Йорданії, керівником Королівського двору та Міністром промисловості і торгівлі країни.
Загалом, двосторонній політичний діалог більшою мірою відбувається в рамках політичних консультацій між зовнішньополітичними відомствами двох країн. Починаючи з 1995 р. в Аммані політичні консультації провели 5 делегацій МЗС України на чолі з заступниками міністра закордонних справ.
Важливим напрямом українсько-йорданського політичного співробітництва є контакти між парламентами двох країн. Зокрема, у березні 2005 р. в Аммані з робочим візитом перебувала делегація Верховної Ради України на чолі з головою комітету ВР з питань молодіжної політики, фізичної культури, спорту і туризму К. С. Самойлик. У грудні 2006 р. Йорданію відвідала делегація Верховної Ради України на чолі з головою Комітету ВР з питань законодавчого забезпечення правоохоронної діяльності В. М. Стретовичем. Програма перебування української делегації в Аммані включала участь у парламентській частині першої сесії Міжнародної конференції сторін Конвенції ООН проти корупції.
У 2009 році у Верховній Раді України була створена депутатська група з міжпарламентських зв'язків з Йорданією. У період з 7 по 14 листопада 2010 року Йорданію відвідала українська делегація у складі народного депутата України, першого заступника Голови Комітету Верховної Ради України у закордонних справах, члена депутатської групи з міжпарламентських зв'язків з Йорданією Т. В. Чорновола, народного депутата України Ю. В. Каракая та в. о. директора Департаменту Державного протоколу МЗС України О. С. Петряєвої.
У зв’язку з проведенням 9 листопада 2010 року виборів до Палати депутатів Національних Зборів Йорданії члени української делегації відвідали декілька виборчих дільниць, поспілкувалися з членами дільничних комісій, виборцями та кандидатами у депутати.
У ході зустрічей з представниками йорданської сторони були обговорені сучасний стан та перспективи розвитку двосторонніх відносин. Йорданську сторону також було поінформовано про наявність у Верховній Раді України депутатської групи з міжпарламентських зв'язків з Йорданією. Т. В. Чорновіл запропонував, для активізації міжпарламентського співробітництва, після відновлення діяльності йорданського парламенту у грудні 2010 р., розпочати роботу щодо створення у нижній палаті Національних Зборів аналогічної групи депутатів. Йорданська сторона підтримала дану пропозицію.
22 червня 2011 р. відбувся перший в історії українсько-йорданських відносин офіційний візит Короля Йорданії Абдалли ІІ до України. В рамках візиту в Києві пройшли українсько-йорданські переговори у розширеному складі під головуванням Президента України Віктора Януковича та Короля Йорданії Абдалли ІІ. Також було підписано низку двосторонніх документів про співробітництво у військовій сфері, галузі охорони здоров’я, обмін інформацією для боротьби з відмиванням коштів та фінансуванням тероризму, а також політичні консультації між зовнішньополітичними відомствами обох країн.
У серпні 2011 р. вперше в історії двосторонніх відносин у Нижній палаті йорданського парламенту було створено групу дружби з Україною.
У квітні 2012 р. відбувся офіційний візит в Йорданію Президента України В.Ф.Януковича, під час якого було підписано низку двосторонніх документів, обговорено питання розвитку двосторонніх відносин.
У жовтні 2012 р. відбувся перший в історії двосторонніх відносин візит в Україну парламентської делегації на чолі зі Спікером Нижньої палати Національних Зборів Йорданії А.Дугмі. До складу делегації входили 9 народних депутатів – членів Депутатської груп дружби з Україною.
У новому сімнадцятому скликанні Нижньої палати йорданського парламенту створена депутатська група співробітництва, яку очолив депутат Д.Дауд.
3 листопада 2013 р. Спікером Нижньої палати йорданського парламенту обрано Президента групи дружби з Йорданією Атефа аль-Таравне.
У 2012 – 2013 рр. українська та йорданська сторони успішно опрацювали питання налагодження міжрегіонального співробітництва.
Останнім часом спостерігається помітна активізація взаємодії України та Йорданії в рамках ООН та інших міжнародних організацій.
У березні 2014 р. Йорданія, будучи непостійним членом РБ ООН, підтримала Резолюцію Генеральної Асамблеї ООН про підтримку територіальної цілісності України.
У квітні 2014 р. під час засідання РБ ООН Постійний представник Йорданії при ООН принц Зейд бін Раад черговий раз висловив занепокоєння Йорданського Хашимітського Королівства стосовно подій на сході Україні наступною заявою: «Те що відбувається там (на сході) призведе до розпаду та розділу країни. Україна має право та зобов’язання перед своїми громадянами щодо збереження територіальної цілісності, а також повернення верховенства закону в усіх частинах країни».

## Політичне співробітництво. Зустрічі. Візити
28 грудня 1991 р. – Йорданське Хашимітське Королівство визнає незалежність України.
19 квітня 1992 р. – Україна та Йорданія встановлюють дипломатичні відносини.
1995 р. – в Аммані пройшли політичні консультації на рівні заступників міністрів закордонних справ.
1996 р. – в Аммані пройшли політичні консультації на рівні заступників міністрів закордонних справ (українську делегацію на консультаціях очолив Заступник Міністра закордонних справ України К.І.Грищенко).
В серпні 2001 р. відбувся робочий візит до Йорданії Постійного представника Президента України у Верховній Раді України Р.П.Безсмертного і в.о. Тимчасового повіреного у справах України в Сирії С.О.Паська. З метою налагодження міжпарламентського співробітництва відбулися переговори з Президентом Сенату Йорданії Зейдом Ріфаї.
Січень 2002 р. – в Аммані починає функціонувати Консульство України.
23-24 квітня 2002 р. – офіційний візит Президента України Л.Д.Кучми до Йорданії.
Жовтень 2002 р. – в Йорданії перебував Міністр освіти і науки України В.Г.Кремень.
Лютий 2003 р. – Консульство України було перетворено на Посольство України в Йорданії.
21-23 червня 2003 р. - в Йорданії перебувала з робочим візитом українська делегація на чолі з Віце-прем‘єр міністром України, співголовою Міжурядової українсько-йорданської комісії з торговельно-економічного та науково-технічного співробітництва В.А.Гайдуком, яка взяла участь у роботі Всесвітнього економічного форуму в Аммані.
12-13 жовтня 2003 р. – робочий візит в Йорданію делегації у складі Посла з особливих доручень з питань Іраку А. Т. Олійника та представників українських бізнесових кіл, які входять до Української спілки промисловців та підприємців з метою участі в Йорданському економічному форумі.
17-23 жовтня 2003 р. – робочий візит в Йорданію Постійного представника України при міжнародних організаціях у Відні, Посла України в Австрійській Республіці В. С. Огризка.
1-3 грудня 2003 р. – в Йорданії були проведені українсько-йорданські політичні консультації між зовнішньополітичними відомствами двох країн на рівні заступників міністрів. Делегацію Міністерства закордонних справ України очолював заступник Міністра В. М. Кириченко.
11-18 грудня 2003 р. – робочий візит до Йорданії делегації представників українських ділових кіл на чолі з першим віце-президентом Торгово-промислової палати України В.П. Яновським.
26-29 квітня 2004 р. – делегація Міністерства оборони України взяла участь у роботі конференції та виставці сил спеціального призначення «СОФЕКС-2004».
18-22 травня 2004 р. – делегація Державної комісії цінних паперів та фондового ринку бере участь у роботі щорічної конференції Міжнародної організації комісій з цінних паперів, а також передає на розгляд йорданської сторони проекту Меморандуму про взаєморозуміння між Комісією з цінних паперів Йорданії та Державною комісією цінних паперів та фондового ринку України.
08-15 жовтня 2004 р. – делегація Державного департаменту ветеринарної медицини Міністерства аграрної політики України бере участь у роботі міжнародної конференції «Ветеринарія - 2004 (Україна-Йорданія)».
10 жовтня 2004 р. – з робочим візитом Йорданію відвідала делегація Міністерства освіти та науки України та Українського державного центру міжнародної освіти.
6-10 листопада 2004 р. – в Йорданії проходить Другий раунд переговорів з узгодження проекту Конвенції між Україною та Йорданією про уникнення подвійного оподаткування за участі делегації Міністерства фінансів України і Державної податкової адміністрації України.
01-03 березня 2005 р. – Йорданію відвідала делегація Верховної Ради України на чолі з народним депутатом К.С.Самойлик для участі в міжнародній конференції «Перспективи християнсько-мусульманського діалогу в сучасному світі» та переговорів з нижньою палатою Національних зборів Йорданії.
20-22 травня 2005 р. – в Йорданії перебуває делегація Кабінету Міністрів України на чолі з Першим віце-прем’єр міністром України А.К.Кінахом. Делегація бере участь в роботі Всесвітнього економічного форуму та проводить зустрічі з членами Уряду Йорданії та Міністром закордонних справ Іраку.
25-28 травня 2005 р. – Україну відвідує Міністр культури Йорданії А.Хадер з метою проведення переговорів Міністром культури і туризму України О.В.Білозір.
23-26 вересня 2005 р. – з робочим візитом до Йорданії прибуває делегація Міністерства транспорту і зв’язку України з метою парафування Угоди про морське торговельне судноплавство та двох міжвідомчих меморандумів про визнання дипломів (сертифікатів) моряків.
29 листопада – 01 грудня 2005 р. – відбувся офіційний візит в Україну делегації Ради Міністрів Йорданії на чолі з Міністром промисловості і торгівлі Ш. Зу’бі з метою участі у Першому засіданні Спільної українсько-йорданської комісії з торговельно-економічного співробітництва.
09-16 лютого 2006 р. – офіційний візит в Йорданію Міністра культури і туризму України І.Д.Ліхового з метою підписання міжурядової українсько-йорданської угоди про співробітництво у сфері туризму.
25-30 березня 2006 р. – делегація ДК «Укрспецекспорт» бере участь в роботі міжнародної виставки сил спеціального призначення «СОФЕКС-2006».
27-29 березня 2006 р. – делегація Міністерства оборони України на чолі з начальником Головного управління розвідки О.І.Галакою бере участь в роботі міжнародної конференції та виставки сил спеціального призначення «СОФЕКС-2006», а також зустрічається з головою Об’єднаного комітету начальників штабів Збройних Сил Йорданії генералом Х.Аль-Сарайрехом.
01-04 травня 2006 р. – в Йорданії з робочим візитом перебуває делегація Торгово-промислової палати України. Делегація бере участь в роботі міжнародної виставки «Rebuild Iraq – 2006» та Українсько-йорданському бізнес-форумі.
11-13 червня 2006 р. – в Йорданію з робочим візитом прибуває дружина Президента України К.М.Ющенко з метою участі в міжнародній конференції неурядової жіночої організації «The Global Women’s Action Network for Children» та зустрічі з Королевою Ранією.
21-24 липня 2006 р. – робочий візит в Йорданію делегації Державного комітету України по водному господарству.
28 липня – 3 серпня 2006 р. – робочий візит в Україну делегації Об’єднаного комітету начальників штабів Збройних Сил Йорданії на чолі із заступником начальника Об’єднаного комітету начальників штабів ЗС Йорданії, генерал-майором А.Шдейфатом.
06-09 грудня 2006 р. – робочий візит в Йорданію делегації Міністерства внутрішніх справ України на чолі із заступником Міністра внутрішніх справ України М.Г.Вербенським.
10-15 грудня 2006 р. – робочий візит в Йорданію делегації Міністерства юстиції України на чолі із заступником Міністра юстиції України В.В.Лутковською з метою участі у першій сесії Конференції сторін Конвенції ООН проти корупції.
12-14 грудня 2006 р. – робочий візит в Йорданію делегації Верховної Ради України на чолі з головою комітету Верховної Ради України з питань законодавчого забезпечення правоохоронної діяльності В.М.Стретовичем.
17-20 грудня 2006 р. – робочий візит в Україну делегації Акабської спеціальної економічної зони на чолі з верховним комісаром АСЕЗ Н.Дагабі
25-26 лютого 2007 р. – візит в Йорданію заступника Міністра закордонних справ України А.І.Веселовського.
23 лютого – 02 березня 2007 р. – візит в Йорданію делегації Міністерства внутрішніх справ на чолі із слідчим з особливо важливих справ О.О.Данильченко.
01-05 березня 2007 р. – робочий візит в Україну делегації Акабської спеціальної економічної зони на чолі з верховним комісаром АСЕЗ Н.Дагабі
12-15 березня 2007 р. – робочий візит в Україну делегації Департаменту воєнної розвідки Генерального штабу Збройних сил Йорданії.
03-10 травня 2007 р. – робочий візит в Йорданію делегації Торгово-промислової палати України для участі в роботі міжнародної виставки «Rebuild Iraq – 2007» та Українсько-йорданського бізнес-форуму.
12-15 червня 2007 р. – робочий візит в Україну делегації Акабської спеціальної економічної зони на чолі з верховним комісаром АСЕЗ Н.Дагабі
22-29 червня 2007 р. – візит до Йорданії делегації часопису «Політика і Час» на чолі з головним редактором О.Таукач.
09-12 липня 2007 р. – робочий візит до Йорданії делегації Міністерства оборони України на чолі із заступником начальника Генерального штабу Збройних Сил України, віце-адміралом І.В.Князем з метою проведення першого засідання Спільної українсько-йорданської комісії з питань військового співробітництва.
23-25 липня 2007 р. – візит в Йорданію заступника Міністра закордонних справ України Ю.В.Костенка.
30 липня – 03 серпня 2007 р. – візит в Йорданію делегації Верховної Ради України на чолі з народним депутатом України К.Б.Левченко для участі у міжнародній конференції, присвяченій захисту прав жінок.
07-08 серпня 2007 р. – візит в Йорданію делегації Верховної Ради України на чолі з народним депутатом України О.Фельдманом.
15-23 листопада 2007 р. – візит в Йорданію делегації України на чолі з Постійним представником України при відділенні ООН та міжнародних організаціях в Женеві Є.Р.Бершедою для участі в роботі 8-ї зустрічі країн-учасниць Конвенції про заборону застосування, накопичення запасів, виробництва і передачі протипіхотних мін та про їхнє знищення (Оттавської конвенції).
23-27 лютого 2008 р. – робочий візит до Йорданії делегації Міністерства з надзвичайних ситуацій та Міністерства закордонних справ України для супроводження гуманітарної допомоги України палестинському народу, яка транспортувалася через територію Йорданії.
23-26 березня 2008 р. – робочий візит в Україну делегації Департаменту воєнної розвідки Генерального штабу Збройних Сил Йорданії.
31 березня – 01 квітня 2008 р. – робочий візит делегації Міністерства оборони України на чолі із заступником начальника Генерального штабу Збройних Сил України для участі у міжнародній виставці та конференції «СОФЕКС-2008».
05-13 травня 2008 р. – робочий візит до Йорданії делегації Асамблеї ділових кіл (м.Харків) для участі у міжнародній виставці «Rebuild Iraq 2008».
12-20 травня 2008 р. – робочий візит до Йорданії делегації керівників вищих навчальних закладів України приватної форми власності на чолі з ректором Європейського університету, головою Асоціації навчальних закладів України приватної форми власності І.Тимошенком.
15 липня – 04 червня 2008 р. – візит йорданської делегації у складі представників центру дитячої творчості «Заха» (м.Амман) до Міжнародного дитячого центру «Артек» для участі в міжнародному дитячому фестивалі «Змінимо світ на краще!»
03-06 жовтня 2008 р. – візит в Україну генерального прокурора Аммана Н.Зу’бі та члена Ради Комітету по боротьбі з корупцією Йорданії А.Дамура для участі в 3-й щорічній конференції Міжнародної асоціації антикорупційних органів.
12-15 жовтня 2008 р. – робочий візит в Україну делегації Бюро короля Абдалли ІІ з питань розобки та розвитку (KADDB Міністерства оборони Йорданії) на чолі з принцом Бін Аль-Хусейн Хамзою.
23-26 жовтня 2008 р. – робочий візит в Україну делегації Генерального штабу Збройних Сил Йорданії для участі в міжнародній конференції «Інфекційні захворювання в умовах надзвичайних ситуацій».
06-07 грудня 2008 р. – робочий візит до Йорданії делегації дочірнього підприємства «Хліб-експорт» ДАК «Хліб України».
23-26 грудня 2008 р. – робочий візит в Україну делегації з питань інженерного і топографічного забезпечення Збройних Сил Йорданії.
07-14 листопада 2010 р. – Йорданію з робочим візитом відвідали народні депутати України Т.В.Чорновіл та Ю.В.Каракай.
28 листопада - 05 грудня 2010 р. – відбувся робочий візит до Йорданії заступника Голови Державної судової адміністрації України В.В.Півторака.
14 березня 2011 р. – в Аммані з робочим візитом перебувала делегація Служби безпеки України на чолі із заступником Голови В.М.Породьком.
22 червня 2011 р. – офіційний візит Короля Йорданії Абдалли ІІ до України.
11-15 вересня 2011 р. – візит в Україну Заступника начальника Генерального штабу ЗС Йорданії генерал-майора З.Маджалі.
28 січня – 4 лютого 2012 р. – відбувся робочий візит до Йорданії народного депутата України І.С.Плюща.
18-20 лютого 2012 р. – відбувся офіційний візит до Йорданії Міністра закордонних справ України К.І.Грищенка.
19-20 лютого 2012 р. – в Аммані відбулась регіональна нарада глав дипломатичних представництв країн Близького Сходу, Північної Африки, Ізраїлю та Ірану під головуванням Міністра закордонних справ України К.І.Грищенка.
02- 03 квітня 2012 р. – в Аммані відбулось друге засідання Спільної українсько-йорданської комісії з питань торговельно-економічного та науково-технічного співробітництва під головуванням Голови Антимонопольного комітету України В.П.Цушка.
07-09 квітня 2012 р. – відбувся робочий візит до Йорданії Першого заступника керівника Головного управління з питань міжнародних відносин Адміністрації Президента України Ю.А.Клименка та Директора Четвертого територіального департаменту Міністерства закордонних справ України І.З.Поліхи.
16-17 квітня 2012 р. - відбувся офіційний візит в Йорданію Президента України В.Ф.Януковича.
19 квітня 2012 р. – Україна і Йорданія відзначили 20-ту річницю встановлення дипломатичних відносин. Лідери двох держав обмінялися поздоровленнями з цієї нагоди.
08-10 травня 2012 р. – делегація Міністерства оборони України на чолі з заступником начальника Генерального штабу Збройний Сил України Г.А.Саковським взяла участь у виставці сил спеціального призначення «СОФЕКС-2012».
30 вересня – 4 жовтня 2012 р. - відбувся перший в історії двосторонніх відносин візит в Україну парламентської делегації на чолі зі Спікером Нижньої палати Національних Зборів Йорданії А.Дугмі. До складу делегації входили 9 народних депутатів – членів депутатської груп дружби з Україною.
Лютий 2013 р. – відбувся робочий візит Радника Президента України І.С.Плюща до Йорданії.
Травень 2013 р. - візит народного депутата України О.Фельдмана до Йорданії.
Червень та серпень 2013 - робочі візити в Йорданію делегації Українського національного комітету Міжнародної торгової палати на чолі з її Президентом, Головою Громадської ради при Міністерстві закордонних справ України професором В.І.Щелкуновим.
Червень 2014 - робочий візит народного депутата України від партії «УДАР» Я.Я.Гінки, у рамках якого відбулися його переговори з депутатом Палати представників (Нижня палата) Національних Зборів Йорданії, Головою депутатської групи дружби «Йорданія-Україна» Діраром аль-Даудом.

## Торговельно-економічне співробітництво між Україною та Йорданією[Архівовано5 березня 2016 уWayback Machine.]
Угода між Урядом України та Урядом Йорданії про торговельно-економічне співробітництво була підписана 23.04.2002 р. і набула чинності 05.05.2003 р. З того часу Йорданія становить значний інтерес для України як перспективний ринок товарів, послуг і технологій, транспортний, транзитний, торговельно-фінансовий і туристичний центр в регіоні Близького Сходу. Королівство, завдяки своїй традиційній ролі регіонального торговельно-економічного посередника, може розглядатися як своєрідні «ворота» для просування української продукції і технологій на ринки інших арабських країн, як плацдарм для виходу на іракський ринок.
Україна, у свою чергу, приваблює Йорданію великим промисловим та науково-технічним потенціалом, широкими транзитними можливостями, містким споживчим ринком.
Географічна близькість України та Йорданії, зручність морського та повітряного сполучення, взаємодоповнюючий характер національних економік створюють об’єктивні передумови для успішної розбудови взаємовигідного торговельно-економічного співробітництва між двома країнами, яке посідає ключове місце в усьому комплексі українсько-йорданських відносин.
Зовнішньоекономічні відносини між Україною та Йорданією за останні роки характеризується в основному постійним зростанням обсягів торгівлі товарами і послугами до 2013 року. Зниження товарообігу спостерігається у 2013 р., яке пов’язане з складною фінансово-економічною ситуацією в Королівстві у зв’язку із великими витратами з державного бюджету Йорданії на утримання сирійських біженців, закриттям сирійських кордонів через територію якої відбувався йорданський експорт та зменшенням обсягів будівництва масштабних інфраструктурних проектів. За даними Державної служби статистики України у 2013 році обсяг українського експорту товарів та послуг знизився на 22,64 % (порівняно минулим роком) і становить 425,47 млн дол. США. Імпорт товарів та послуг у 2013 році скоротився на 38,64 % і склав 17,45 млн дол. США.
Згідно з даними Державної служби статистики України, протягом січня-липня 2014 р. обсяг українського експорту товарів становив 228,767 млн дол. США (на 5,4 % менше від обсягу експорту за аналогічний період попереднього року). У період з січня по липень 2013 р. цей показник становив 243,423 млн дол. США. Впродовж січня-червня 2014 року український обсяг експорту послуг до Йорданії зменшився на 6,0% у порівнянні з аналогічним періодом 2013 р. і склав 4,390 млн дол. США.
У період з січня по липень 2014 р. спостерігається збільшення обсягу імпорту йорданських товарів в Україну. За перші сім місяців 2014 р. Україна імпортувала товарів з Йорданії на суму 11,101 млн дол. США, що на 35,5 % більше, ніж за аналогічний період попереднього року. Впродовж січня-липня 2013 р. цей показник становив 8,189 млн дол. США. У період з січня по червень 2014 року імпорт йорданських послуг в Україну знизився на 37,9% і становив 1,049 млн дол. США.
Водночас, впродовж перших трьох кварталів 2014 року Посольство проводило відповідну роботу щодо диверсифікації ринків збуту вітчизняних товарів та послуг до Йорданії. За сприяння дипустанови з січня по липень 2014 року спостерігається часткова диверсифікація експорту вітчизняних товарів до Королівства, зокрема експорт деревини і виробів з деревини на 1127,5%, засобів наземного транспорту крім залізничного – 833,2%, приладів та апаратів оптичних, фотографічних – 609,0%, готових продуктів із зерна - 505,3%, какао та продуктів з нього – 318,5%, жирів та олії тваринного або рослинного походження – 176,1%, овочів – 92,5%, зернових культур - 82,5%, у порівнянні з аналогічним періодом попереднього року.
Динаміка зовнішньої торгівлі товарами та послугами України з Йорданією за 2008-2013 роки
| Показники (за даними Держстату України) | 2008     | 2009   | 2010   | 2011   | 2012   | 2013   | Зміни 2013/2012 | Зміни 2013/2012 |
| Показники (за даними Держстату України) | 2008     | 2009   | 2010   | 2011   | 2012   | 2013   | (+/-)           |                 |
| Показники (за даними Держстату України) | 2008     | 2009   | 2010   | 2011   | 2012   | 2013   | обсяг           | %               |
| ЗТО                                     | 1 025,84 | 500,31 | 550,02 | 487,63 | 578,45 | 442,92 | -135,53         | -23,43          |
| В т.ч.:                                 |          |        |        |        |        |        |                 |                 |
| товарів                                 | 1 015,22 | 489,48 | 540,08 | 473,75 | 562,66 | 427,00 | -135,66         | -24,11          |
| послуг                                  | 10,62    | 10,83  | 9,94   | 13,88  | 15,79  | 15,92  | 0,13            | 0,82            |
| Експорт                                 | 1 007,99 | 484,24 | 527,90 | 460,70 | 550,01 | 425,47 | -124,54         | -22,64          |
| В т.ч.:                                 |          |        |        |        |        |        |                 |                 |
| товарів                                 | 998,42   | 474,49 | 518,97 | 448,50 | 536,78 | 412,38 | -124,4          | -22,9           |
| послуг                                  | 9,57     | 9,75   | 8,93   | 12,20  | 13,23  | 13,09  | -0,14           | -1,0            |
| Імпорт                                  | 17,84    | 16,07  | 22,11  | 26,92  | 28,44  | 17,45  | -10,99          | -38,64          |
| В т.ч.:                                 |          |        |        |        |        |        |                 |                 |
| товарів                                 | 16,79    | 14,99  | 21,10  | 25,24  | 25,88  | 14,62  | -11,26          | -43,5           |
| послуг                                  | 1,05     | 1,08   | 1,01   | 1,68   | 2,56   | 2,83   | 0,27            | 10,7            |
| Сальдо                                  | 990,16   | 468,17 | 505,79 | 434,12 | 521,57 | 408,03 |                 |                 |
| В т.ч.:                                 |          |        |        |        |        |        |                 |                 |
| товарів                                 | 981,63   | 459,50 | 497,87 | 423,26 | 510,90 | 397,77 |                 |                 |
| послуг                                  | 8,53     | 8,67   | 7,92   | 10,52  | 10,67  | 10,26  |                 |                 |

Протягом 2013 році продовжувалася тенденція зменшення обсягів двосторонньої торгівлі. Так у 2013 році загальний обіг товарів та послуг між Україною та Йорданією зменшився на 23,43 % і становить 442,92 млн. дол. США, що на 135,53 млн дол. США менше ніж у 2012 році. При цьому спостерігалося зменшення обсягів загального експорту на 22,64 % (на 124,54 млн. дол. США), показники загального імпорту також зменшилися на 38,64 % ( на 10,99 млн дол. США). Водночас імпорт послуг з Йорданії в Україну зріс на 10,7 % (на 0,27 млн дол. США).
2013 року загальне сальдо зовнішньої торгівлі (товарів та послуг) України з Йорданією було позитивним і становить 408,03 млн дол. США.
Торгівля товарами
У 2013 році продовжилось скорочення обсягів торгівлі товарами. Так, за даними Держстату України товарообіг у 2013 році, у порівнянні з аналогічним періодом 2012 року зменшився 24,11 % або на 135,66 млн дол. США і становить 427,00 млн дол. США, експорт зменшився на 124,4 млн дол. США (на 23,2 %) і склав 412,38 млн дол. США, імпорт скоротився вдвічі на -11,26 млн дол. США (на 43,5%) і склав 14,62 млн дол. США. Сальдо позитивне – 397,77 млн дол. США. Структура торгівлі товарами є не диверсифікованою. Традиційно в структурі експорту з України до Йорданії переважають чорні метали та продукція агропромислового комплексу, в імпорті – фармацевтична продукція.
Товарна структура експорту окремих підгруп товарів за 2012-2013 роки (за даними Держстату України)
| Код і найменування позиції товару за УКТЗЕД          | 2012 рік                | 2012 рік                 | 2013 рік                | 2013 рік                 | Зміни 2012/20133 рр.    | Зміни 2012/20133 рр. |
| Код і найменування позиції товару за УКТЗЕД          | Вартість, тис. дол. США | у % до загального обсягу | Вартість, тис. дол. США | у % до загального обсягу | Вартість, тис. дол. США | %                    |
| 02 м'ясо та їстівні субпродукти                      | 2 300,4                 | 0,4                      | 6 220,7                 | 1,5                      | 3 920,3                 | 270,4                |
| 04 молоко та молочні продукти, яйця; мед             | 19 869,3                | 3,7                      | 31 729,1                | 7,7                      | 11 859,8                | 159,7                |
| 10 зернові культури                                  | 145 583,2               | 27,1                     | 103 964,6               | 25,2                     | -41 618,6               | -28,6                |
| 15 Жири та олії тваринного або рослинного походження | 3 747,0                 | 0,7                      | 5 852,9                 | 1,4                      | 2 105,9                 | 161,3                |
| 28 продукти неорганічної хімії                       | 25,9                    | -                        | 7 740,0                 | 1,9                      | 7 714,1                 | 29833,5              |
| 72 чорні метали                                      | 357 294,0               | 66,6                     | 248 292,8               | 69,8                     | -109 001,2              | -39,8                |
| Всього                                               | 536 783,7               | 100,00                   | 412 377,3               | 100,00                   | -124 406,4              | -22,9                |

Основний вплив на скорочення обсягів експорту у 2013 році (у порівнянні з 2012 р.) мало зменшення поставок зернових культур (на 28,6% або на 41,61 млн дол. США) та чорних металів (на 39,8% або на 109,00 млн дол. США). Відбулось збільшення поставок м’яса та їстівних субпродуктів (270,4 % або на 3,92 млн дол. США), молочних продуктів (159,7% або на 11,85 млн дол. США), жирів та олії (161,3 % або на 2,10 млн дол. США) і продуктів неорганічної хімії у 298 разів (питома вага цієї групи товарів зросла з 0,0 % до 1,9%).
Товарна структура імпорту окремих підгруп товарів за 2012-2013 роки (за даними Держстату України)
| Код і найменування позиції товару за УКТЗЕД | 2012 рік                | 2012 рік                 | 2013 рік                | 2013 рік                 | Зміни 2012/20133 рр.    | Зміни 2012/20133 рр. |
| Код і найменування позиції товару за УКТЗЕД | Вартість, тис. дол. США | у % до загального обсягу | Вартість, тис. дол. США | у % до загального обсягу | Вартість, тис. дол. США | %                    |
| 07 овочі, коренеплоди                       | 1 506,7                 | 5,8                      | 546,7                   | 3,7                      | -960,0                  | -63,7                |
| 30 фармацевтична продукція                  | 15 480,6                | 59,8                     | 9 619,7                 | 65,8                     | -5 860,9                | -37,9                |
| 39 пластмаси, полімерні матеріали           | 720,3                   | 2,8                      | 2 201,7                 | 15,1                     | 1 481,4                 | 305,7                |
| 89 судна                                    | 6 600,0                 | 25,5                     | -                       | -                        | -6 600                  | -100                 |
| Товари, придбані в портах                   | 547,6                   | 2,1                      | 887,9                   | 6,1                      | 340,3                   | 162,1                |
| Всього                                      | 25 881,4                | 100,00                   | 14 611,4                | 100,00                   | 11 270,9                | -43,5                |

Скорочення імпорту відбулося за рахунок закритих кордонів в Сирії, що не уможливлює здійснювати поставки наземним транспортом та через збільшення витрат на утримання сирійських біженців. Зокрема, поставки до України фармацевтичної продукції зменшилися на 37,9 % (на 5,860 млн дол. США), суден на 100 % (на 6.6 млн дол. США) та овочів та коренеплодів на 63,7 % (на 960,0 тис. дол. США). Водночас, відбулося високе зростання імпорту пластмас, полімерних матеріалів на 305,7 % (на 1, 84 млн дол. США). Слід зазначити, що поставки фармацевтичної продукції складають 65,8% усього імпорту з Йорданії до України.
Торгівля послугами
У 2013 році обсяг торгівлі послугами склав 15,92 млн дол. США. Експорт склав 13,09 млн дол. США, імпорт – 2,83 млн дол. США. Сальдо позитивне – 10,26 млн дол. США.
Експорт на 65,2 % складався з послуг пов’язаних з подорожами, 33,9 % - транспортні послуги, 0,71 % - ділові послуги.
Структура експорту-імпорту послуг між Україною та Йорданією у 2013 року
| Показники                                                                   | Експорт                               | Експорт                                       | Експорт                                      | Імпорт                                | Імпорт                                        | Імпорт                                       | Сальдо+/- | Сальдо+/- |
| Показники                                                                   | Обсяг звітного періоду, тис. дол. США | У % до відповідного періоду попереднього року | Питома вага, у % до загального обсягу країни | Обсяг звітного періоду, тис. дол. США | У % до відповідного періоду попереднього року | Питома вага, у % до загального обсягу країни | Сальдо+/- | Сальдо+/- |
| Транспортні послуги                                                         | 3358,3                                | 76,6                                          | 33,9                                         | 1472,5                                | 136,6                                         | 70,1                                         | 1885,8    |           |
| Послуги, пов’язані з подорожами                                             | 6464,6                                | 112,3                                         | 65,2                                         | 297,4                                 | 68,5                                          | 14,2                                         | 6167,2    |           |
| Послуги, пов’язані з фінансовою діяльністю                                  | 1,1                                   | 73,3                                          | 0,0                                          | -                                     | -                                             | -                                            | 1,1       |           |
| Роялті та інші послуги, пов’язані з використанням інтелектуальної власності | 0,1                                   | -                                             | 0,0                                          | -                                     | -                                             | -                                            | 0,1       |           |
| Послуги у сфері телекомунікації, комп’ютерні та інформаційні послуги        | 0,7                                   | 148,0                                         | 0,0                                          | 1,4                                   | 50,2                                          | 0,1                                          | -0,7      |           |
| Ділові послуги                                                              | 71,1                                  | 64,4                                          | 0,7                                          | 4,4                                   | 211,0                                         | 0,2                                          | 66,7      |           |
| Державні та урядові послуги                                                 | 22,9                                  | 159,9                                         | 0,2                                          | 325,8                                 | 89,7                                          | 15,5                                         | -303,0    |           |
| Всього                                                                      | 9918,8                                | 96,5                                          | 100,0                                        | 2101,5                                | 111,7                                         | 100,0                                        | 7817,3    |           |

Імпорт на 70,1 % складався з послуг транспорту, 15,5 % займали державні та урядові послуги, 14,2 % - послуги, пов’язані з подорожами.
Інвестиційне співробітництво
Станом на 31.12.2013 р. Йорданія інвестувала в економіку України 3,4 млн дол. США. У 2013 році відбулось часткове зменшення сукупного капіталу йорданських інвесторів в економіку України близько на 500 тис. дол. США.
Динаміка надходження прямих інвестицій з Йорданії в економіку України за 2008 – 2013 роки
| Період                     | 01.01.08 | 01.01.09 | 01.01.10 | 01.01.11 | 01.01.12 | 01.01.13 | 31.12.13 |
| Загальний обсяг інвестицій | 3,3      | 3,2      | 3,2      | 2,9      | 3,2      | 3,9      | 3,4      |
| Динаміка                   |          | -0,1     | -        | -0,3     | 0,3      | 0,7      | -0,5     |

Станом на 31.12.2013 р. найбільший обсяг йорданських інвестицій залучено в українську промисловість, а саме в переробну – 2,217 млн дол. США, що становить 65,2 % від загального обсягу йорданських інвестицій в українську економіку.
До сфери торгівлі; ремонту автомобілів, побутових виробів та предметів особистого вжитку станом на 31.12.2013 р. залучено 757,7 тис. дол. США йорданських інвестицій (22,3 %).
За даними Держкомстату, станом на 31.12.2013 р. українські інвестиції в економіку Йорданії не залучалися.

## Культурно-гуманітарне та науково-технічне співробітництво між Україною та Йорданією[Архівовано4 березня 2016 уWayback Machine.]

### Стан співробітництва в культурно-гуманітарній сфері
Пріоритетним напрямом розвитку українсько-йорданських відносин у гуманітарній сфері залишається співпраця в галузі освіти. Достатньо сказати, що, починаючи з 1992 року, в Україні отримали вищу та середню спеціальну освіту близько 5 тисяч громадян Йорданії, а зараз в українських вузах навчаються понад 3 тисяч йорданських студентів.
Істотного імпульсу розбудові двостороннього співробітництва, у т.ч. в освітянській сфері, надав перший в історії українсько-йорданських взаємовідносин офіційний візит Президента України до Йорданії, який відбувся у квітні 2002 року. Під час цього візиту була підписана Угода між Міністерством освіти і науки України та Міністерством вищої освіти і наукових досліджень Йорданії про співробітництво в галузі освіти і науки. Угодою передбачається, зокрема, щорічний обмін студентами між йорданськими та українськими вузами. У 2013-2014 навчальному році за цією угодою в Йорданії навчаються чотири студенти з України за спеціальністю «арабська мова» за програмою магістратури.
Останнім часом значно активізували свою інформаційно-рекламну роботу на території Йорданії українські навчальні заклади. Так, кожного року Королівство відвідують представники вітчизняних вузів, обговорюючи питання подальшої активізації прямих контактів між навчальними закладами та науково-дослідними установами двох країн.
В останні роки помітно пожвавились зв’язки між науковцями України та Йорданії. Нашу країну відвідали декілька йорданських делегацій, які брали участь у міжнародних семінарах, конференціях, наукових конгресах. Зокрема, у 2013 р. професори та інші вчені Королівства відвідали Міжнародну конференцію «Безпека пішоходів та велосипедистів» та 43-й Міжнародний бджільницький конгрес Апімондії, які відбувалися в м. Київ. Також у грудні 2013 р. відбувся візит делегації йорданського університету Зарка до Харківського національного автомобільно-дорожнього університету, під час якого було підписано Угоду про співробітництво в галузі освіти і спільних наукових досліджень. Водночас, представники вітчизняної науки також регулярно відвідують Йорданію, зокрема з Буковинського медичного університету, з метою залучення йорданських студентів до навчання в інститутах та університетах України.
Одним з важливих напрямів гуманітарного українсько-йорданського співробітництва залишається сфера туризму. У лютому 2006 року Йорданію відвідав міністр культури та туризму України І.Д.Ліховий, який підписав з міністром туризму Йорданії Угоду про співробітництво в галузі туризму. У 2013 р. консульський відділ Посольства видав 1070 туристичних віз. Щорічне зростання кількості туристичних поїздок в Україну та Йорданію дозволяє жителям обох країн ознайомитися з культурними традиціями двох народів та відвідати світові пам’ятки архітектури.
Культурне співробітництво також залишається однією з важливих сфер українсько-йорданських відносин. Значного імпульсу розвитку співпраці у сфері культури між Києвом і Амманом надав офіційний візит в Україну Міністра культури Йорданії А.Хадер (травень 2005 р.). За результатами українсько-йорданських переговорів були підписані міжурядова Угода про співробітництво у сфері культури та Програма заходів у сфері культурного співробітництва між Міністерством культури і туризму України та Міністерством культури Йорданського Хашимітського Королівства.
Протягом 2005-2007 рр. в Йорданії з гастрольними турами перебували низка дитячих танцювальних колективів з України, які брали участь у Міжнародному фестивалі «Global Village» та міжнародному Джерашському фестивалі культури і мистецтв. Також у червні 2013 р. з метою участі у міжнародному літньому таборі «Зростаймо в Йорданії» Йорданію вперше відвідала дитяча мистецька група з Черкас «Квітограй».
Завдяки Всеукраїнському благодійному Фонду Надії і Добра, починаючи з 2008 р. у Міжнародному дитячому фестивалі «Змінимо світ на краще!» (Артек) беруть участь представники Йорданії. У 2008 р. йорданська делегація складалася з представників центру дитячої творчості «Заха» (м.Амман), а у 2009 і 2010 рр. Йорданію на заході представляли делегації молодих йорданців з міст Аммана, Мадаби, Фухейса, Ірбіда, які були сформовані за сприяння Асоціації молодих жінок християнок Йорданії. У липні 2013 р. йорданські діти взяли участь у першому Дитячо-молодіжному саміті ОБСЄ, який проводився на базі Міжнародного дитячого центру «Артек» під егідою Українського головування в ОБСЄ.
Варто відзначити, що впродовж останніх років Україну відвідали кілька йорданських спортивних делегацій з метою участі у різних змаганнях та спільних зборах з українськими атлетами. Так, в Україні побували йорданські команди з греко-римської боротьби, карате та текванджитсу, зокрема у липні 2013 р. команда з Йорданії взяла участь у чемпіонаті світу з легкої атлетики серед юнаків, який проходив у м. Донецьк.
В січні 2011 р. Йорданію відвідали народні художники України С.М.Адаменко і М.О.Ралко. Під час їхнього перебування в країні відбулася низка зустрічей з представниками Міністерства культури королівства та художніх галерей міста Аммана щодо можливості організації виставки робіт українських митців у цьому році.
Визначною подією двостороннього культурного співробітництва між Україною і Йорданією стало проведення Днів йорданської культури в Україні. Зазначені заходи відбулись з 12 по 17 вересня 2011 р. у Вінниці, Звенигородці, Черкасах та Києві. У рамках Днів йорданської культури в Україні було організовано виступи Національного фольклорного ансамблю Йорданії й співачки Віолети Аль-Юсеф, фотовиставку «Види Йорданії», а також презентовано фільм про туристичні можливості цієї близькосхідної країни.
Важливою подією у рамках українсько-йорданського культурного співробітництва стало проведення з 26 жовтня по 2 листопада 2011 р. у Королівському культурному центрі Йорданії мистецької виставки «Йорданія очима українських художників», присвяченої 20-й річниці Незалежності України та 20-й річниці встановлення дипломатичних відносин між Україною та Йорданією.
21 травня 2012 року в Аммані відбулась презентація футбольного чемпіонату Євро-2012. Організаторами заходу виступили Посольство України в Йорданії та престижний ресторан «Хуттар». У заході взяли участь представники урядових та бізнесових кіл Йорданії, а також керівники дипломатичних установ, акредитованих в Йорданії. Під час презентації виступили всесвітньо відомий арабський співак І.Мадфай, а також відома йорданська співачка В.Аль-Юсеф, які виконували пісні арабською, українською та іншими мовами.
Значною подією двостороннього культурного співробітництва стала підготовка та показ на йорданських телеканалах «Перший національний канал» та «Роя» передач про Україну (народні звичаї та традиції) та святкування Різдва Христового в Україні, які були підготовлені за участі співробітників української дипустанови і виходили в ефір у січні, лютому та серпні 2013 р. В передачі були представлені страви української кухні, національні традиції та одяг України.
Іншим вагомим імпульсом двостороннього культурного співробітництва між Україною та Йорданією стало прийняття рішень у 2013 р. муніципалітетами Аммана та Мадаби про присвоєння одній з вулиць йорданської столиці та м. Мадаби ім’я великого українського поета і художника Тараса Шевченка.
 У другій половині березня 2014 року з нагоди 200-річчя від дня народження великого Кобзаря. муніципалітет Великого Аммана перейменував вулицю аль-Умума на Тараса Шевченка. Варто зазначити, що на даній вулиці знаходиться Посольство України в Йорданії і це перша в світі українська закордонна дипустанова, яка розташована на вулиці великого Кобзаря. Крім того, Йорданське Хашимітське Королівство єдина країна в арабському світі, яка найменувала вулицю в столиці іменем великого українського поета і художника Тараса Шевченка.
Помітною подією українсько-йорданського культурного співробітництва стала балетна вистава «Попелюшка» у виконанні українських викладачів та учнів Аманської танцювальної школи «Фрівей», яка відбулась 30 листопада 2011 р. за сприяння Посольства України в Йорданії та Королівського культурного центру з нагоди 20-ї річниці встановлення українсько-йорданських дипломатичних відносин. Балет відвідали представники мистецько-культурних та дипломатичних кіл країни акредитації, а також представники провідних місцевих ЗМІ.
У червні 2014 р. за сприяння Посольства України в Йорданії в Королівському культурному центрі в Аммані відбувся перший танцювальний балет-казка «Спляча красуня 21-го століття». Вистава присвячена до 200-річчя від дня народження Тараса Шевченка. У заході взяли участь посли та співробітники посольств Азербайджану, Болгарії, Бразилії, Європейського Союзу, України, Філіппін, Чехії та Швейцарії. Крім того, були присутні представники влади та громадськості Йорданії, йорданські випускники українських ВНЗ та інші гості.
Посольство України в Йорданії кожного року бере участь у благодійних щорічних ярмарках (дипломатичному та різдвяному) під патронатом рідної тітки Короля Абдалли ІІ Принцеси Басми бін Талал та члена Королівської Хашимітської родини Принца Раада бін Зейда.

### Стан співробітництва в науково-технічній сфері
Науково-технічне співробітництво між Україною та Йорданією є сферою зі значним потенціалом.
Слід зазначити, що візити делегацій українських навчальних закладів до Йорданії носять, здебільшого, ознайомчий характер і в більшості випадків мають на меті залучення йорданських студентів для навчання в інститутах та університетах України. Впровадження практики студентських та дослідницьких обмінів між університетами і науково-дослідницькими закладами обох країн могло б надати необхідного імпульсу для встановлення міцних наукових зв‘язків між Україною і Йорданією. На початку грудня 2013 р. відбувся візит делегації йорданського університету Зарка до Харківського національного автомобільно-дорожнього університету, під час якого відбулися переговори та підписання Угоди про співробітництво в галузі освіти і спільних наукових досліджень.
Кожного року Посольство надає сприяння йорданським делегаціям з метою участі у міжнародних семінарах, конференціях, наукових конгресах, які проходили в Україні. Зокрема, впродовж 2013 року професори та інші вчені Королівства відвідали Міжнародну конференцію «Безпека пішоходів та велосипедистів» та XXXXIII Міжнародний бджільницький конгрес «Апімондії», які відбувалися в Києві.
За останніх кілька років перспективним напрямом наукового співробітництва між Україною і Йорданією залишається співробітництво у сфері медичної науки та охорони здоров’я. Королівство є одним з найбільших центрів міжнародного «медичного туризму» і займає у цій сфері перше місце серед арабських країн та п’яте - у світі. Крім того, велика кількість лікарів Йорданії (понад тисяча випускників) здобувала професійну освіту в навчальних закладах України, кілька тисяч громадян Йорданії продовжують навчатися у медичних університетах України.
Значного імпульсу розвитку двостороннього співробітництва у медичній сфері надав візит Короля Абдалли ІІ в Україну у 2011 р., у ході якого відбулося підписання Міжурядової угоди про співробітництво у сфері охорони здоров’я та медичної науки. Йорданська сторона виявляє підвищений інтерес до розширення взаємовигідної співпраці з Україною у цій галузі, зокрема, шляхом збільшення кількості йорданських медиків, які проходять підготовку в українських вузах. Іншими перспективними формами двостороннього співробітництва в сфері охорони здоров’я можуть стати, на думку сторін, обмін інформацією, що становить взаємний інтерес, обмін спеціалістами з метою навчання та консультацій на пріоритетних напрямах, направлення українських медичних фахівців для роботи в лікувальних закладах Королівства. Також на постійній основі в Аммані проводяться міжнародні медичні з’їзди Асоціації російськомовних лікарів Йорданії, у ході яких беруть участь українські делегації.
Зокрема, у 2010 р. в роботі 3-го Міжнародного конгресу Йорданської спілки російськомовних лікарів взяла участь делегація українських професорів вищих медичних навчальних закладів (Луганського державного медичного університету, Донецького національного медичного університету).
Крім того, у ході офіційного візиту до Йорданії Президента України, українського лідера зацікавили новітні технології, що наразі запроваджуються в системі охорони здоров'я Королівства. В рамках виконання домовленостей, досягнутих під час даного офіційного візиту, у жовтні 2013 р. Посольство надавало сприяння в організації Четвертого міжнародного медичного з’їзду Асоціації російськомовних лікарів Йорданії. В заході взяла участь українська делегація на чолі з директором Державної наукової установи «Науково-практичний центр профілактичної та клінічної медицини» Державного управління справами Д.Д.Дячуком, який під час свого виступу наголосив на важливому значенні, яке надає Україна розвитку українсько-йорданського співробітництва у медичній галузі.
 Також на виконання доручення Президента України В.Ф.Януковича були проведені зустрічі українських делегацій, зокрема на чолі з директором Державної наукової установи «Науково-практичного центру профілактичної та клінічної медицини» Державного управління справами Президента України Д.Д.Дячуком і Головою Черкаської обласної ради В.П.Черняком з Виконавчим директором йорданської компанії «Electronic Health Solutions» Г.Ляххамом. Під час переговорів керівник йорданської компанії розповідав про хід впровадження в йорданських медичних установах програми «Hakeem» (єдиної електронної бази даних) та висловив зацікавленість у започаткуванні співробітництва на даному напрямку з українською стороною. Українські представники розповіли про вітчизняний досвід створення єдиної електронної бази даних та заявили про готовність опрацювати питання двостороннього співробітництва у цій сфері.
Крім того, у жовтні 2013 р. відбувся візит вітчизняних лікарів та вчених для участі в П’ятій конференції Всеарабської асоціації ортопедів та Дев’ятій конференції Йорданської асоціації хірургів-ортопедів, яка проходила під патронатом Принцеси Басми бінт Талал, під час яких фахівці даної сфери мали змогу обмінятися власним досвідом.
Іншим важливим напрямком науково-технічного співробітництва є співпраця з використання альтернативних джерел енергії, зокрема, сонячної. У зв’язку з цим, у грудні 2010 р. відбувся візит до Йорданії українських експертів в питанні технологій з використання сонячної енергії. Українська корпорація «Сонячний альянс» представила свої розробки (сонячні батареї) в Центрі з питань розробки і досліджень відновлюваної енергетики Університету ім. Хусейна Бін Таляля (м.Маан). Крім того, були проведені переговори з «Аль Хузбан Солар Енерджі Фаундейшн» та йордансько-російським спільним підприємством «Олтернатів Енерджі Лтд» щодо започаткування двостороннього співробітництва у сфері відновлювальної енергетики (проведення спільних досліджень, налагодження виробництва і встановлення електрогенеруючих пристроїв, які працюють на сонячній енергії).

## Договірно-правова база між Україною та Йорданією[Архівовано5 березня 2016 уWayback Machine.]
Станом на жовтень 2014 р. Україна та Йорданія уклали такі двосторонні документи :
1. Угода між Міністерством освіти і науки України та Міністерством вищої освіти та наукових досліджень Йорданії про співробітництво в галузі освіти і науки (підписана 23.04.2002 р., набула чинності з дати підписання);
2. Угода між Урядом України та Урядом Йорданії про торговельно-економічне співробітництво (підписана 23.04.2002 р., набула чинності 05.05.2003 р.);
3. Угода між Кабінетом Міністрів України та Урядом Йорданського Хашимітського Королівства про співробітництво у сфері культури (підписана 26.05.2005 р., набула чинності з дати підписання);
4. Угода між Кабінетом Міністрів України та Урядом Йорданського Хашимітського Королівства про співробітництво у сфері стандартизації, метрології, оцінки відповідності, якості та акредитації (підписана 30.11.2005 р., набула чинності 16.04.2009 р.);
5. Угода між Кабінетом Міністрів України та Урядом Йорданського Хашимітського Королівства про взаємне сприяння та захист інвестицій (підписана 30.11.2005 р., набула чинності 17.04.2007 р.);
6. Конвенція між Кабінетом Міністрів України та Урядом Йорданського Хашимітського Королівства про уникнення подвійного оподаткування і попередження податкових ухилень на доходи і капітал (підписана 30.11.2005 р., набула чинності 23.10.2008 р. (йорданська сторона почала її виконувати 01.01.2009 р.);
7. Угода між Кабінетом Міністрів України та Урядом Йорданського Хашимітського Королівства про повітряне сполучення (підписана 30.11.2005 р., набула чинності 11.10.2006 р.);
8. Угода між Кабінетом Міністрів України та Урядом Йорданського Хашимітського Королівства про взаємну допомогу у митних справах (підписана 30.11.2005 р., набула чинності 07.08.2010 р.);
9. Угода між Кабінетом Міністрів України та Урядом Йорданського Хашимітського Королівства про морське торговельне судноплавство (підписана 30.11.2005 р., набула чинності 24.01.2007 р.);
10. Угода між Кабінетом Міністрів України та Урядом Йорданського Хашимітського Королівства про співробітництво у сфері стандартизації, метрології, підтвердження відповідності та якості (підписана 30.11.2005 р., набула чинності 16.04.2009 р.);
11. Угода між Кабінетом Міністрів України та Урядом Йорданського Хашимітського Королівства про співробітництво в галузі туризму (підписана 12.02.2006 р., набула чинності з дати підписання);
12. Угода між Кабінетом Міністрів України та Урядом Йорданії про взаємну охорону інформації з обмеженим доступом (підписана 14.03.2011 р., набула чинності 10.01.2012 р.);
13. Угода між Кабінетом Міністрів України та Урядом Йорданського Хашимітського Королівства про співробітництво в галузі охорони здоров’я і медичної науки (підписана 22.06.2011 р., набула чинності з дати підписання);
14. Угода між Міністерством оборони України і Міністерством оборони Йорданського Хашимітського Королівства про військове співробітництво (підписана 22.06.2011 р., набула чинності з дати підписання);
15. Угода між Міністерством аграрної політики України та Міністерством сільського господарства Йорданського Хашимітського Королівства про співробітництво в галузі карантину рослин (підписана 16.04.2012 р., набула чинності 06.12.2012 р.);
16. Угода про співробітництво між Міністерством освіти і науки, молоді та спорту України та Міністерством молоді та спорту Йорданського Хашимітського Королівства (підписана 16.04.2012 р., набула чинності з дати підписання);
17. Угода між Кабінетом Міністрів України та Урядом Йорданії про співробітництво в галузі професійного навчання (підписана 16.04.2012 р.).
18. Меморандум про взаєморозуміння між Міністерством транспорту та зв’язку України та Йорданською морською адміністрацією про визнання Україною дипломів (сертифікатів) моряків Йорданського Хашимітського Королівства відповідно до вимог Правила 1/10 Міжнародної конвенції про підготовку і дипломування моряків та несення вахти 1978 року, з правками (підписаний 30.11.2005 р., набув чинності за дати підписання);
19. Меморандум про взаєморозуміння між Державним комітетом України по водному господарству та Міністерством водного господарства та іригації Йорданського Хашимітського Королівства щодо співробітництва у галузі водного господарства (підписаний 24.07.2006 р., набув чинності 18.08.2010 р.);
20. Меморандум про взаєморозуміння між Державною службою фінансового моніторингу України та Підрозділом з боротьби з відмиванням коштів та фінансуванням тероризму Йорданії (підписаний 22.06.2011 р., набув чинності з дати підписання);
21. Меморандум про політичні консультації між Міністерством закордонних справ України та Міністерством закордонних справ Йорданії (підписаний 22.06.2011 р., набув чинності з дати підписання);
22. Меморандум між Міністерством аграрної політики України та Міністерством сільського господарства Йорданського Хашимітського Королівства про економічну, наукову і технічну співпрацю у сфері сільського господарства (підписаний 16.04.2012 р., набув чинності з дати підписання);
23. Меморандум між Державним агентством України з інвестицій та розвитку та Йорданською інвестиційною радою (підписаний 16.04.2012 р., набув чинності 22 грудня 2012 р.);
24. Програма співробітництва між Українським національним інформаційним агентством «Укрінформ» та Йорданським агентством новин «Петра» (підписана 16.04.2012 р., набула чинності з дати підписання);
25. Меморандум про взаєморозуміння між Національною комісією з цінних паперів та фондового ринку України та Комісією з цінних паперів Йорданії (підписаний 28.09.2013 р., набув чинності з дати підписання);
26. Програма реалізації Угоди між Кабінетом Міністрів України та Урядом Йорданського Хашимітського Королівства про співробітництво у сфері стандартизації, метрології, оцінки відповідності, якості та акредитації (підписана 05.11.2013, набула чинності з дати підписання).

## Українська громада в Йорданії[Архівовано29 вересня 2014 уWayback Machine.]
Специфічною рисою української громади в Йорданії є те, що вона переважно складається з жінок-громадянок України, одружених з громадянами Йорданії та дітей від змішаних шлюбів.
Ще починаючи з часів Радянського Союзу до України традиційно приїздила велика кількість громадян Йорданії з метою здобуття вищої освіти. За станом на сьогодні, в Україні продовжує навчатися більш ніж 3 тис. йорданських студентів. Багато з них створюють сім’ї з громадянками України, які потім переїжджають на проживання до Йорданії. Дітям від таких змішаних шлюбів оформляється українське громадянство за народженням.
Кількість таких громадян України, які проживають в Йорданії, рахуючи дітей налічує близько 2 - 2,5 тис. осіб. Містами проживання українських громадян є найбільші міста Йорданії – Амман, Зарка, Мадаба, Ірбід, Акаба, Карак.
В Йорданії відсутня українська громада у значенні української діаспори, тобто української етнічної спільноти, яка історично проживає поза межами України. Водночас є поодинокі випадки втрати українського громадянства жінками українського походження, які прибули до Йорданії ще за часів СРСР, та, відповідно, їхніми дітьми. На сьогодні вони мають громадянство Йорданії, втім, за умови надання документального підтвердження українського етнічного походження в них є підстави для набуття статусу «закордонного українця».
Українські громадські об’єднання в Йорданії відсутні.